# Mera Naam Joker
Mera Naam Joker (Hindi मेरा नाम जोकर, übersetzt: Mein Name ist Joker) ist ein indisches Melodram von Raj Kapoor aus dem Jahr 1970. Der Film ist mit über vier Stunden in drei Teile aufgeteilt. Die Geschichte zeigt einen Clown, der andere Menschen zum Lachen bringt auf Kosten seines eigenen Leides.

## Handlung
Der kleine Raju wächst unter ärmlichen Verhältnissen auf. Sein Vater war ein Clown und starb während einer Aufführung im Zirkus bei einem Unfall. Trotzdem träumt Raju von einer Karriere als Joker, doch seine Mutter möchte dies verhindern, da sie Angst um ihren Sohn hat, der vielleicht auch wie ihr Ehemann enden könnte. Nur die junge Lehrerin Mary glaubt an Raju und unterstützt ihn dabei. Als Mary jedoch David heiratet und Raju die Schule aufgrund Geldmangels verlassen muss, scheint der Traum zerplatzt.
Die Jahre vergehen und der erwachsene Raju bekommt einen Job als Clown im Zirkus Gemini. Eines Tages treffen russische Gastartisten ein, darunter auch die schöne Marina. Raju verliebt sich in sie und träumt von einer gemeinsamen Zukunft, doch auch diesmal ist das Glück nicht auf seiner Seite. Die russischen Artisten kehren nach ihren Auftritten wieder in ihre Heimat zurück. Während dieser Zeit stirbt auch seine Mutter. Trotz seiner großen Trauer muss er wieder in der Manege auftreten und die Menschen zum Lachen bringen.
Nun trifft Raju auf Meena, die ehrgeizig versucht, eine berühmte Schauspielerin zu werden. Zu diesem Zeitpunkt hat Raju alles aufgegeben und verdient sich sein Geld als Arbeiter. Meena freundet sich mit ihm an. Er verliebt sich in sie, doch als sie ihren Erfolg genießt, lässt sie ihn fallen. Zum dritten Mal wird Rajus Herz gebrochen.

## Musik
| # | Titel                         | Sänger                    |
| - | ----------------------------- | ------------------------- |
| 1 | „Ang Lag Ja Balma“            | Asha Bhosle               |
| 2 | „Kaate Na Kaate Raina“        | Manna Dey, Asha Bhosle    |
| 3 | „Teetar Ke Do Aage Teetar“    | Mukesh, Asha Bhosle, Simi |
| 4 | „Jane Kahan Gaye Woh Din“     | Mukesh                    |
| 5 | „Jeena Yahan Marna Yahan“     | Mukesh                    |
| 6 | „Ae Bhai Zara Dekh Ke Chalo“  | Manna Dey                 |
| 7 | „Daagh Na Lag Jaye“           | Mukesh, Asha Bhosle       |
| 8 | „Kehta Hai Joker Sara Zamana“ | Mukesh                    |
| 9 | „Sadke Heer Tujh Pe“          | Mohammed Rafi             |

## Auszeichnungen
Filmfare Award 1972
- Filmfare Award/Beste Musik an Shankar-Jaikishan
- Filmfare Award/Beste Kamera an Radhu Karmakar
- Filmfare Award/Beste Regie an Raj Kapoor
- Filmfare Award/Bester Playbacksänger für den Song Ay Bhai Zara Dekh Ke Chalo an Manna Dey
- Filmfare Award/Bester Ton an Allauddin Khan Qureshi

National Film Award (1971)
- National Film Award/Beste Kamera an Radhu Karmakar

Bengal Film Journalists’ Association Awards (1971)
- BFJA Award/Bester Hauptdarsteller – Hindi an Raj Kapoor
- BFJA Award/Bester Regisseur – Hindi an Raj Kapoor
- BFJA Award/Beste Kamera (Farbfilm) – Hindi an Radhu Karmakar
- BFJA Award/Beste Tongestaltung – Hindi an Allauddin Khan Qureshi
- BFJA Award/Spezialpreis an Raj Kapoor

## Sonstiges
- Die Texte der Filmsongs stammen von Shailendra, Hasrat Jaipuri, Neeraj, Prem Dhawan und Shailey Shailendra.
- Für Bauten und Ausstattung des Films war der Szenenbildner M. R. Achrekar verantwortlich.
- Dies ist der Debütfilm von Rishi Kapoor, einem Sohn des Regisseurs und Hauptdarstellers Raj Kapoor.
- Sechs Jahre lang hat Raj Kapoor gebraucht, um den Film fertigzustellen. Trotzdem floppte er an den Kassen. Erst einige Jahre später wurde er als Klassiker anerkannt.
- Rajus Schule in dem Film ist die St. Paul’s School in Darjeeling, die auch Handlungsort in dem Film Main Hoon Na ist.